# European Masters Athletics
European Masters Athletics (EMA) (do 2014 roku: European Veterans Athletic Association (EVAA)) – międzynarodowa organizacja sportowa zajmująca się lekkoatletyką w kategorii masters na terenie Europy, organizator mistrzostw Europy.

## Przedmiot działania i historia
Stowarzyszenie zostało założone w 1978 roku w Viareggio we Włoszech z inicjatywy Cesare Beccalliego (Włochy) i Rolanda Jerneryda (Szwecja) pod nazwą European Veterans Athletic Association. W swoich działaniach współpracuje z World Athletics (WA), European Athletics Association (EAA) oraz World Masters Athletics (WMA). Głównymi celami organizacji są rozwój, kodyfikacja i promocja lekkiej atletyki mastres, a także organizacja mistrzostw Europy. Zajmuje się także rejestracją rekordów w poszczególnych konkurencjach i kategoriach wiekowych.
Pierwsze mistrzostwa Europy zostały zorganizowane w 1978 roku w Viareggio, a ich edycja halowa w 1997 roku w Birmingham. W 2014 roku nazwa stowarzyszenia została zmieniona na European Masters Athletics.
Członkami EMA stają się automatycznie członkowie World Masters Athletics z terenu Europy w momencie ich przyjęcia w struktury światowe. Według stanu na 2023 rok organizacja zrzeszała 51 krajowych związków sportowych lekkiej atletyki masters (w 2006 liczba ta wynosiła 43) z państw: Albania, Andora, Armenia, Austria, Azerbejdżan, Belgia, Białoruś, Bośnia i Hercegowina, Bułgaria, Chorwacja, Cypr, Czarnogóra, Czechy, Dania, Estonia, Finlandia, Francja, Gibraltar, Grecja, Gruzja, Hiszpania, Holandia, Irlandia, Islandia, Izrael, Kosowo, Liechtenstein, Litwa, Luksemburg, Łotwa, Macedonia Północna, Malta, Mołdawia, Monako, Niemcy, Norwegia, Polska, Portugalia, Rosja, Rumunia, San Marino, Serbia, Słowacja, Słowenia, Szwajcaria, Szwecja, Turcja, Węgry, Wielka Brytania, Włochy i Ukraina.
Siedziba instytucji mieści się w biurach European Athletics Association w Lozannie, w Szwajcarii.

## Imprezy sportowe
European Masters Athletics jest organizatorem cyklicznych imprez sportowych o randze mistrzostw kontynentu:
- European Masters Athletics Championships – Stadia (EMACS), od 1978 (Mistrzostwa Europy w lekkiej atletyce masters[9])
- European Masters Athletics Championships – Indoor (EMACI), od 1997 (Halowe mistrzostwa Europy w lekkiej atletyce masters[10])
- European Masters Athletics Championships – Non-Stadia (EMACNS), od 1989
- European Masters Mountain Running Championships (EMMRC), od 2006
- European Masters Athletics Championships Marathon, od 2017